# Олавский мост
Олавский мост (пол. Most Oławski) — мост через реку Олаву во Вроцлаве, Польша. Памятник архитектуры.

## Расположение
Мост расположен в створе Валоньской улицы, соединяя её с улицей На Гробли (район Олавские предместья).
В 200 м ниже моста Олава впадает в Одру.
Выше по течению находится пешеходный мост по улице Шибка.

## Название
Деревянный пешеходный мост, существовавший на этом месте с XIII в., назывался Выгонным (пол. Most Wygonowy), так как по нему перегоняли скот на пастбище, располагавшееся на правом берегу реки. 
Мост, построенный в 1883 г., назывался мостом Святого Маврикия (нем. Mauritius Brücke) или мостом Маргариты (нем. Margarethenbrücke). Существующее название дано после 1945 г. по наименованию реки.

## История
На месте современного моста, по крайней мере, с XIII в. (упоминается в 1241 г.) существовал деревянный пешеходный мост, по которому перегоняли скот на пастбище на правом берегу реки.
В 1882—1883 гг. был построен трехпролётный арочный мост из кирпича. Проект разработал инженер А. Кауманн (при участии инженеров Эгера, Райхельта, Бира, Ваквица и Хоффмана).
Строительство велось с апреля 1882 по ноябрь 1883 г. Гранит был привезен из карьера в Стшегоме, песчаник — из карьера Зейдлера и Виммеля в Болеславце. 
Мост получил богатое необарочное оформление. Фасад моста украшен барельефами (скульптор П. Хейслер под руководством Роберта Тоберента и в сотрудничестве с Генрихом Вельтрингом). Декоративные металлические газовые фонари выполнены Густавом Треленбергом.
До войны по мосту проходила линия трамвая. 
В 1962—1963 гг. в ходе капитального ремонта кирпичные своды моста были усилены железобетоном (толщиной от 0,60 м до 0,16 м), убраны трамвайные пути. 
В 1977 г. мост включен в список памятников Вроцлава.
В 1988—1991 гг. в ходе ремонта были восстановлены утраченные торшеры фонарей, отреставрирована балюстрада моста.

## Конструкция
Мост трехпролётный арочный. Пролётное строение сложено из кирпичных сводов, поверх которых устроены железобетонные. Размеры пролетов в свету (между внутренними гранями опор) – по 13,8 м каждый. Расчетный пролёт составляет 14,55 м; радиус кривизны арки равен 16,13 м; толщина свода в замке — 51 см, в пятах – 77 см; толщина бетона — от 0,60 м до 0,16 м. Устои и промежуточные опоры из бутовой кладки на бетонном растворе. Наружная поверхность опор облицована гранитном и песчаником. 
Длина моста составляет 73,8 м, ширина моста — 14,12 м (из них ширина проезжей части — 8,1 м и два тротуара по 2,15 м).
Мост предназначен для движения автотранспорта и пешеходов. Проезжая часть моста включает в себя 2 полосы для движения автотранспорта. Покрытие проезжей части и тротуаров — гранитная брусчатка. Ограждение на мосту — каменные балюстрады из цветного песчаника с фигурными балясинами. На фасадах моста расположены барельефы с изображением путти, мифологических фигур сирен и тритонов в окружении водных растений. Над опорами и на устоях на балюстраде установлено 8 торшеров освещения, повторяющих форму первоначальных газовых фонарей 1883 года.

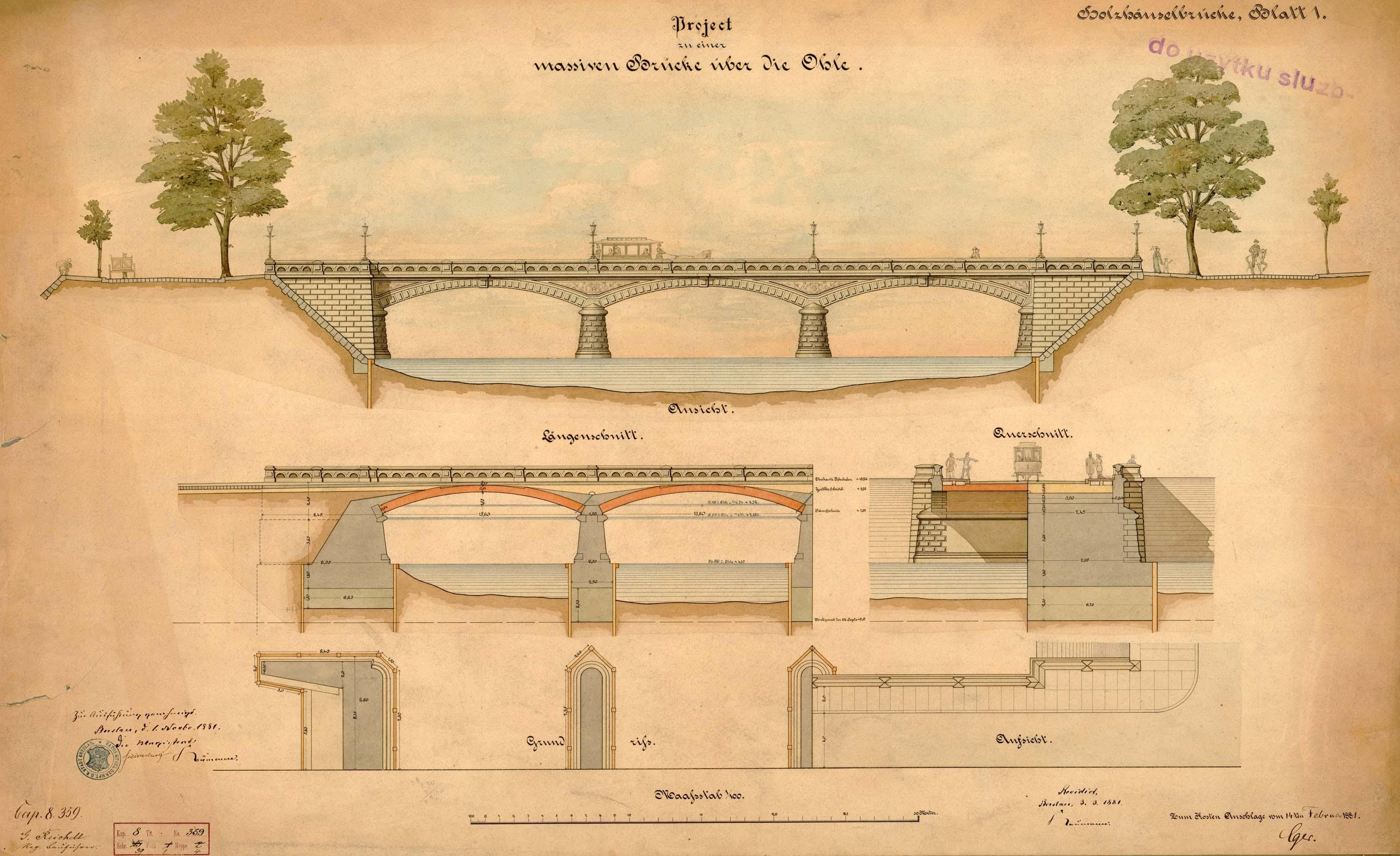
Проект моста, 1882 г.
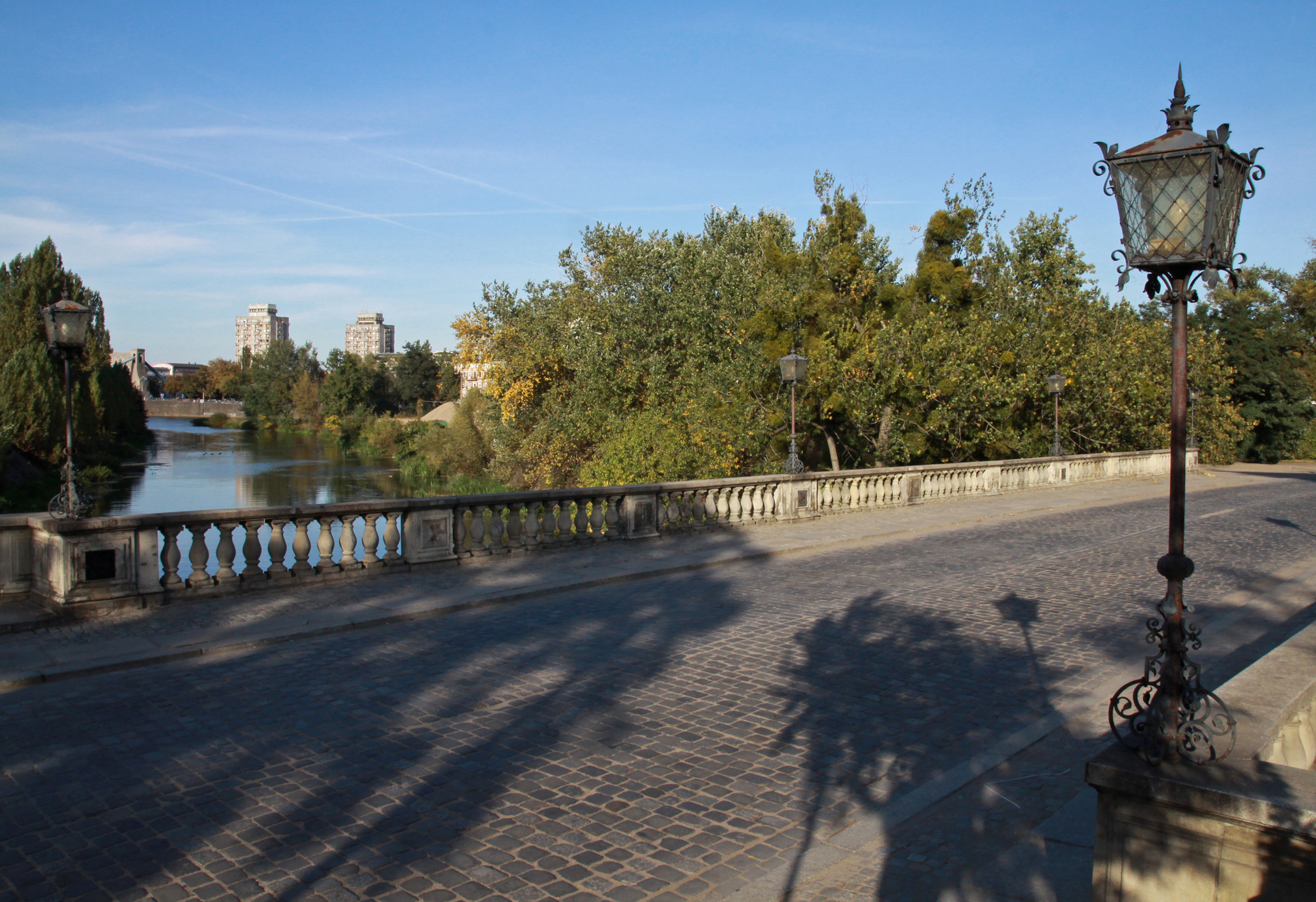
Общий вид моста
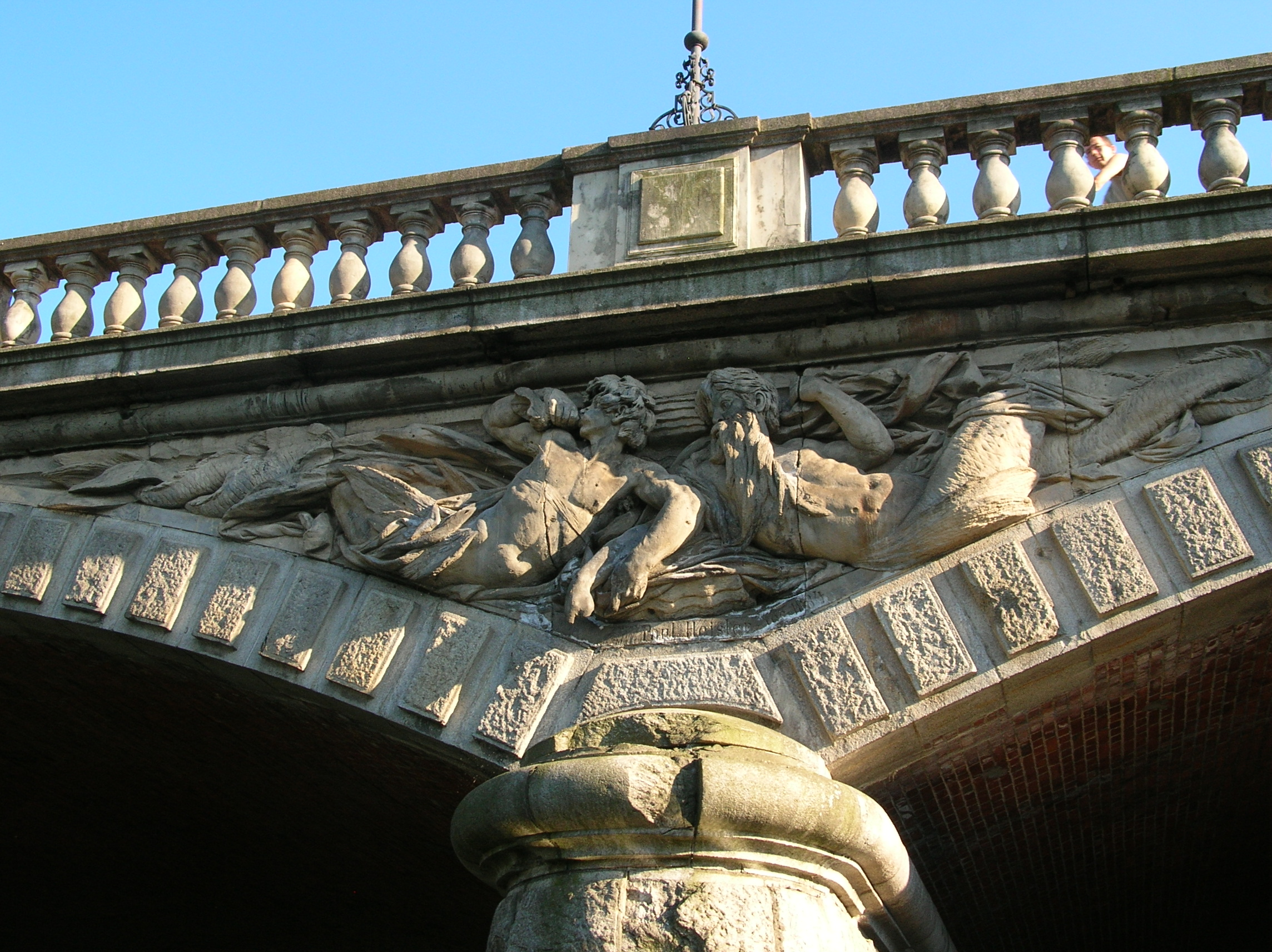
Барельефы на фасаде
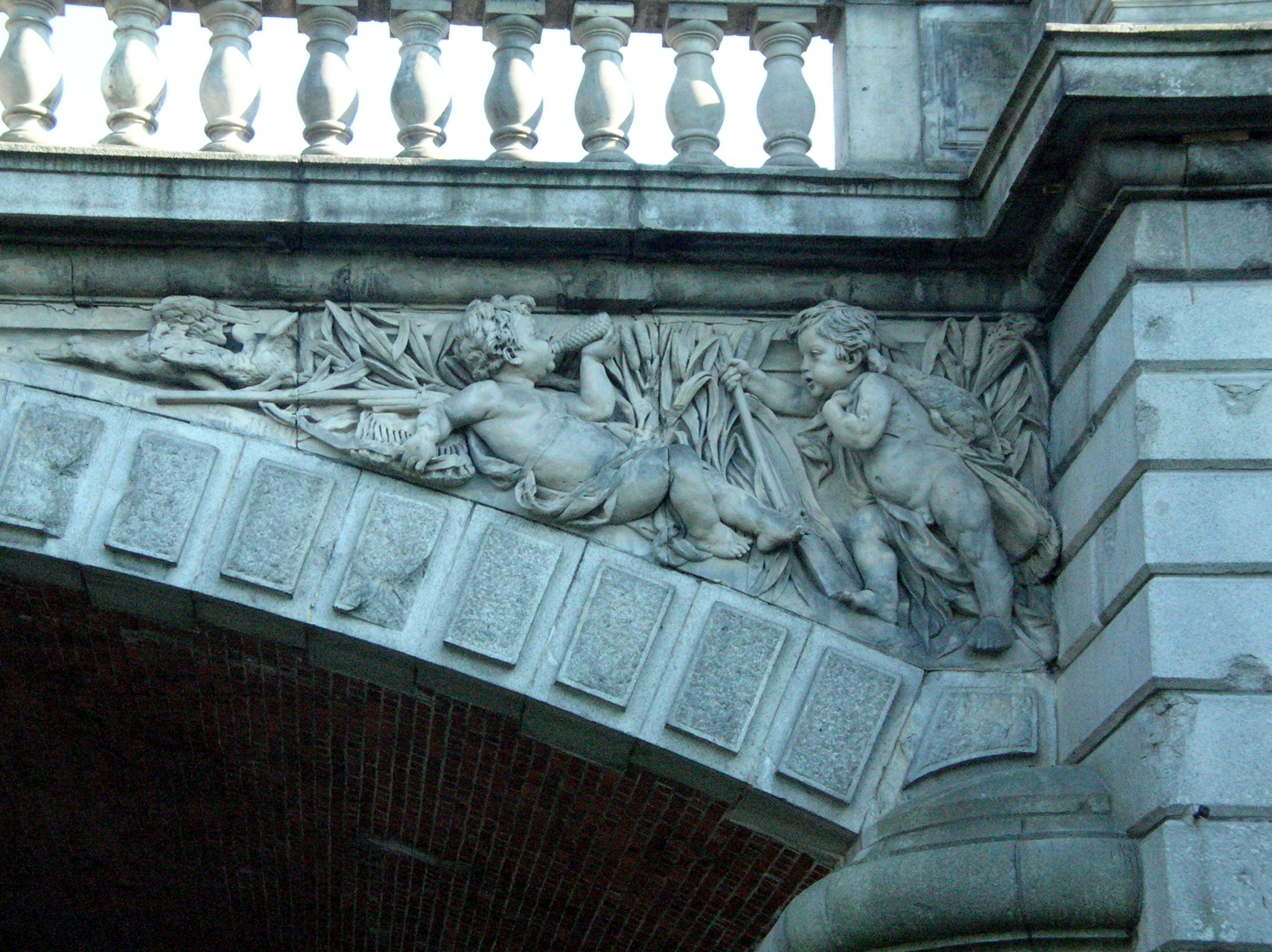
Барельефы на фасаде